# Esze Dóra
Esze Dóra (eredetileg Esze Dóra Emma), (Budapest, 1969. december 24.–) magyar író, újságíró, műfordító.

## Családja
Esze Dóra apai ágon a híres kuruc brigadéros, Esze Tamás leszármazottja. Anyai ági nagyapja Bollobás Béla volt, aki már gyermekkorában az írás szeretetére biztatta, második nevét, az Emmát nagymamája után kapta. Nagybátyja Bollobás Béla világhírű matematikus, a Bishop–Phelps–Bollobás elmélet egyik megalkotója. Édesanyja Bollobás Boglárka, akitől zenei tehetségét örökölte. Nagynénje Bollobás Enikő, az ELTE Amerikanisztika Tanszékének tanára. Volt férjétől, Vámos Miklóstól, akivel 2000–2009-ig élt házasságban, 2003-ban két ikergyermeke született, Péter és Henrik..

## Életpályája
Zenei tehetsége már fiatal korában megmutatkozott, hatévesen Koós János színpadi partnere lett a Le Téléphone Pleure című francia sláger, magyarul a Sír a telefon című szám előadásában, ami nagy sikert aratott és Koós János állandó repertoárjába is bekerült.
Középiskolai tanulmányait a budapesti Veres Pálné Gimnáziumban folytatta 1984 és 1988 között. Egyetemi tanulmányait 1988 és 1994 között az Eötvös Loránd Tudományegyetemen végezte Angol nyelv és irodalom, illetve Francia nyelv és irodalom szakon, az utolsó félévét Franciaországban töltve. 1988-1995 között mint szabadúszó angol és francia nyelvtanár dolgozott. Az utolsó egy évben még a Burson-Marsteller PR cégnek is végzett fordítói munkát. Az egyetem elvégzése után egy évig tanított a Kodály Zoltán Kórusiskolában, és a következő évben megírta első regényét, a Málnafolyót, majd a Két tojás címűt. 1996-ban a Nők Lapja magazinhoz került, ahol főszerkesztő-helyettesként dolgozott 1998-ig, közben folyamatos műfordítói munkát végzett. 2001 és 2003 között az ELLE magazin olvasószerkesztője, 2003-tól főmunkatársa volt. 2006-ban útjára indult az „Elle Irodalmi Kávéház” rendezvénysorozat, amelynek háziasszonyaként tevékenykedett. Ugyanettől az évtől kezdve az Elle magazin állandó irodalmi rovatának, a Levélregénynek írt, közösen Karafiáth Orsolyával, Kukorelly Endrével és Vámos Miklóssal. 2006-ban Klasszikus magánénekes OKJ képesítést szerzett. Azóta folyamatosan fellép különböző rendezvényeken. Kedvencei az áriák és a lírai darabok, melyeket kitűnően énekel, hiszen koloratúrszoprán hanggal rendelkezik.

## Művei

### Regények
- Málnafolyó, Ab Ovo Kiadó, Budapest (1995), ISBN 9637853405
- Két tojás, Ab Ovo Kiadó, Budapest (1996), ISBN 9637853480[6]
- Legyünk barátok, Park Könyvkiadó, Budapest (2000),[7] ISBN 963-530-584-2
- Bodzagőz, Ab Ovo Kiadó, Budapest (2003), ISBN 9639378194
- Alex és Alex a Föld körül, Ab Ovo Kiadó, Budapest (2005), ISBN 9639378364[8]
- Kurt Cobain kardigánja, Kalligram Könyv- és Lapkiadó (2008).[9]
- Ellenség. Diétaregény, Kalligram Könyv- és Lapkiadó (2010), ISBN 9788081013379,[10]
- Tiszta Pierre. Kenterbeveri mesék; Pesti Kalligram Kft., Budapest (2013), ISBN 8081017755[11]
- Hotel Hamlet, Pesti Kalligram Kft., Budapest (2019),[12] ISBN 9789634681182

### Antológiák
- Könyvjelző (Park Kiadó, 2002)
- Mégse légyott (2007, 2005, 2004, 2002)
- Imák és kételyek könyve (Barrus Könyvkiadó Kft., Budapest, 2005, ISBN 9782253055754[13])
- Egyszervolt (mesegyűjtemény) – egy eredeti mese és tíz klasszikus átirat (Csimota Könyvkiadó, 2006,[14] ISBN 9638701641[15])

### Műfordítások

#### Színművek
- David Margulies: Egybegyűjtött írások
- Richard Kalinowszki: Szörnyek a Holdon
- Jeff Baron: Szép jó estét, Mr. Green

#### Szépirodalom
- David Baldacci: Ne higgy senkinek [16](Európa Kiadó, 2004)
- Leslie Silbert: A titoknyomozó
- [17] Amy Krouse Rosenthal: Uni, az unikornis (Betűtészta Kiadó,[18] 2017)
- Maud Ankawa: Soha többé nélkülem (Animus Kiadó, 2024) [19]

#### Szakkönyvek
- Diana Richardson: Női orgazmus a Tantra szellemében (Bioenergetic Kiadó, 2024)[20]
- Diana Richardson: Lassú szex – a kimeríthetetlen gyönyör útja (Bioenergetic Kiadó, 2024)[21]
- Diana és Michael Richardson: Tantrikus szex férfiaknak (Bioenergetic Kiadó, 2024) [22]
- Diana Richardson, Janet McGyver: Tantrikus szex a változókorban – Spirituális és szexuális megújulás a gyakorlatban (Bioenergetic Kiadó, 2024) [23]
- Christopher Berry-Dee: Sorozatgyilkosokkal beszélgettem (Animus Kiadó, 2024) [24]

#### Diafilmek
- A szépséges királykisasszony, Diafilmgyártó Kft., Budapest, 2007[25]

#### Külföldi antológiákban
From „Like two peas in a pod“, in: The third shore. Women’s Fiction from East Central Europe, Northwestern University Press, Evanston, Illinois, 2006 „Ihre Musik“, in: Königreich am Rande, Wilhelm Heyne Verlag, München, 1999

## Szervezeti tagságai
- 1997–2004 Magyar Írószövetség – tag
- 2003–József Attila Kör – tag
- 2004–2008, Szépírók társasága

## Díjak
- Gemini díj, 2003
- Fehér Klára irodalmi díj, 2004[26]